# Winchester-Maler

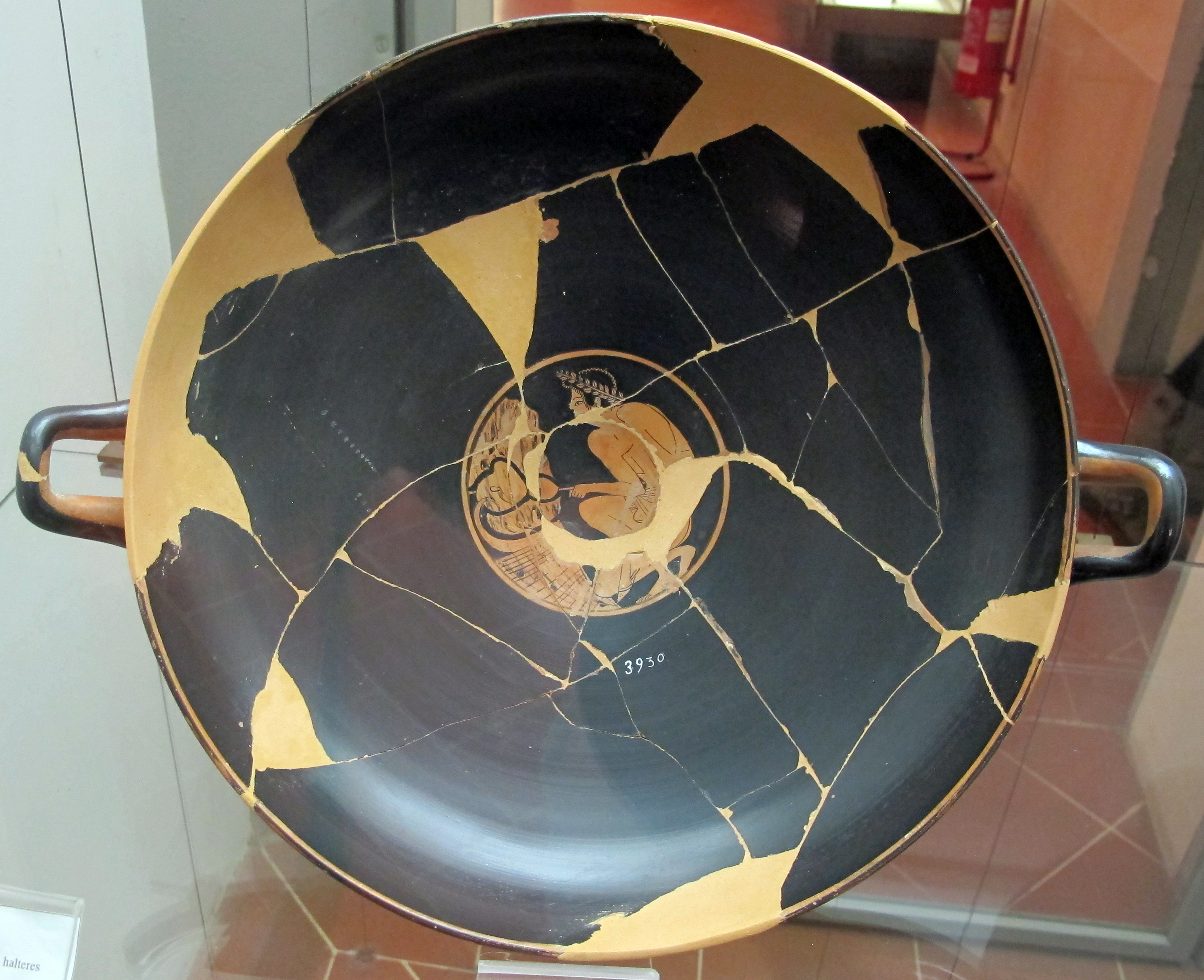
Weitspringer auf dem Tondo einer Schale des Archäologischen Nationalmuseums Florenz, um 510 v. Chr.

Der Winchester-Maler war ein griechischer Vasenmaler, der gegen Ende des 6. Jahrhunderts v. Chr. in Athen tätig war.
Der Winchester-Maler gehörte zu den frühen rotfigurigen Schalenmalern, die in etwa zur selben Zeit wie die sogenannte „Pioniergruppe“ des rotfigurigen Stils aktiv waren. Wie die anderen Schalenmaler testete auch der Winchester-Maler die Möglichkeiten der neuen Technik aufgrund der vergleichsweise kleineren Arbeitsfläche der Schalen – das Innere (Tondo) sowie die beiden Außenseiten – nicht in derselben Tiefe aus, wie es die Vertreter der Pioniergruppe taten, dennoch trugen auch sie ihren Teil zum Erfolg des neuen Stils bei. Der Winchester-Maler bemalte vor allem Augenschalen und Palmetten-Augenschalen. Die Qualität seiner Bilder kann nicht mit der der besten Schalenmaler seiner Zeit mithalten, doch gleicht er sein fehlendes Zeichentalent in manchen seiner Werke durch einen ausgeprägten Sinn für Humor aus. Sein Name ist nicht überliefert, weshalb John D. Beazley ihn mit einem Notnamen unterscheidbar gemacht hat. Diesen erhielt er nach seiner Namenvase, einer Palmetten-Augenschale in der Sammlung des Winchester College in Winchester.